# Dólar

Leyenda:
Países que utilizan una moneda denominada dólar
Países que utilizan el dólar estadounidense
Países que previamente utilizaron una moneda denominada dólar

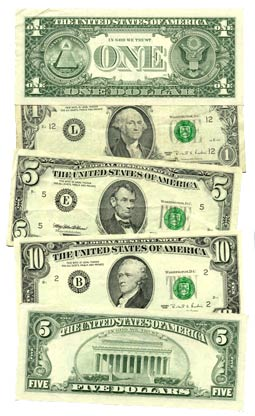
El dólar estadounidense es la divisa en circulación más tarde extendida del mundo. Después le sigue el euro.

El dólar (representado por el símbolo $) es el nombre de la divisa oficial de 39 países y 7 territorios de ultramar. El dólar estadounidense es la moneda en circulación más extendida en el mundo.

## Historia
Se relaciona con monedas históricas, como el dólar de Bohemia, el tálero (thaler o taler, en alemán) de Alemania, el florín neerlandés de los Países Bajos y el Riksdaler de Suecia, Dinamarca y Noruega. 
El nombre de Thaler (de Joachimsthal, hoy Jáchymov), en alemán Valle de Joaquín, una ciudad de Bohemia (entonces parte del Imperio de los Habsburgo) tiene su origen en las Guldengroschen alemanas, monedas acuñadas con plata de una mina de dicha ciudad. La expresión «duro» se usó para denominar a una moneda de plata, el peso o peso duro, una moneda de ocho reales muy extendida en el siglo XVIII durante la colonización española del Nuevo Mundo. El uso del duro o dólar español, junto al tálero de María Teresa de Austria como moneda legal en los incipientes Estados Unidos, es la razón de su nombre actual. Esta moneda recibía en las colonias norteamericanas el nombre de dólar español y en 1785 fue adoptada como moneda oficial de Estados Unidos, tanto el nombre como el símbolo $, ante la carestía de moneda que provocó la guerra de Independencia frente al Imperio británico.
En 1792 la Casa de Moneda de los Estados Unidos creó el dólar estadounidense, pero resultó mucho menos popular que el dólar español ya que este era más pesado y tenía mejor plata. El uso del dólar español fue abolido en 1857, cuando su contenido metálico superó su valor teórico equivalente al dólar estadounidense.

## Orígenes del símbolo del dólar
El signo $ se comienza a usar en la correspondencia comercial en la década de 1770 para referirse al real de a ocho español. Existen diversas teorías de que el símbolo «$» del peso y el dólar tiene su origen en las bandas y columnas de Hércules del escudo español que aparece en el reverso del real de a ocho. La banda envuelve a las dos columnas. Por otro lado, un estudio de documentos hispanoamericanos y estadounidenses de los siglos XVIII y XIX afirma que el símbolo "$" es una corrupción de la abreviatura para la palabra "peso", "ps" o "ps". A finales del siglo XVIII se ve que esta abreviatura se simplifica con las letras escritas una sobre la otra y la "p" reducida a una línea vertical. El uso más temprano tenía el signo con un solo trazo vertical. Por algún tiempo se usó el símbolo con el doble trazo ({\displaystyle \mathrm {S} \!\!\!\Vert }), pero está de nuevo cayendo en desuso.
El peso era conocido como el "dólar español" en la Norteamérica británica, y en 1785 fue adoptado como moneda de los Estados Unidos, junto con el término "dólar". El símbolo $ continuó usándose para referirse a la nueva divisa.

## Uso del dólar en el ámbito mundial

### Países y territorios cuya moneda se denomina dólar (48)
| País                                 | Moneda                                  | Código ISO 4217 | Fecha de introducción | Moneda Antecesora                        |
| ------------------------------------ | --------------------------------------- | --------------- | --------------------- | ---------------------------------------- |
| Antigua y Barbuda                    | Dólar del Caribe Oriental               | XCD             |                       |                                          |
| Australia y sus territorios externos | Dólar australiano                       | AUD             | 14/02/1966            | Libra australiana                        |
| Bahamas                              | Dólar bahameño                          | BSD             |                       |                                          |
| Barbados                             | Dólar barbadense                        | BBD             |                       |                                          |
| Belice                               | Dólar beliceño                          | BZD             | 1973                  | Dólar de Honduras Británica              |
| Brunéi                               | Dólar de Brunéi                         | BND             | 1967                  |                                          |
| Canadá                               | Dólar canadiense                        | CAD             | 1858                  |                                          |
| Dominica                             | Dólar del Caribe Oriental               | XCD             |                       |                                          |
| Ecuador                              | Dólar estadounidense                    | USD             | 09/01/2000            | Sucre ecuatoriano                        |
| El Salvador                          | Dólar estadounidense                    | USD             | 01/01/2001            | Colón salvadoreño                        |
| Estados Unidos y sus territorios     | Dólar estadounidense                    | USD             |                       |                                          |
| Fiyi                                 | Dólar fiyiano                           | FJD             |                       |                                          |
| Granada                              | Dólar del Caribe Oriental               | XCD             |                       |                                          |
| Guyana                               | Dólar guyanés                           | GYD             |                       |                                          |
| Hong Kong (China)                    | Dólar de Hong Kong                      | HKD             | 1863                  | Rupia, Real colonial español, Cash chino |
| Islas Caimán (Reino Unido)           | Dólar de las Islas Caimán               |                 |                       |                                          |
| Islas Cook (Nueva Zelanda)           | Dólar de las Islas Cook                 |                 |                       |                                          |
| Islas Marshall                       | Dólar estadounidense                    | USD             |                       |                                          |
| Islas Salomón                        | Dólar salomonense                       | SBD             | 1977                  |                                          |
| Jamaica                              | Dólar jamaiquino                        | JMD             | 1969                  | Libra jamaicana                          |
| Kiribati                             | Dólar kiribatiano; Dólar australiano    | N/A/AUD         |                       |                                          |
| Liberia                              | Dólar liberiano                         | LRD             |                       |                                          |
| Micronesia                           | Dólar estadounidense                    | KWD             |                       |                                          |
| Namibia                              | Dólar namibio junto al Rand sudafricano | NAD             | 1993                  | Rand sudafricano                         |
| Nauru                                | Dólar australiano                       | AUD             |                       |                                          |
| Nueva Zelanda y sus territorios      | Dólar neozelandés                       | NZD             | 1967                  | Libra neozelandesa                       |
| Palaos                               | Dólar estadounidense                    | USD             |                       |                                          |
| Puerto Rico                          | Dólar estadounidense                    | USD             | 1917                  | Peso puertorriqueño                      |
| República de China (Taiwán)          | Nuevo dólar taiwanés                    | TWD             | 15/06/1949            | Antiguo dólar taiwanés                   |
| San Cristóbal y Nieves               | Dólar del Caribe Oriental               | XCD             |                       |                                          |
| San Vicente y las Granadinas         | Dólar del Caribe Oriental               | XCD             |                       |                                          |
| Santa Lucía                          | Dólar del Caribe Oriental               | XCD             |                       |                                          |
| Singapur                             | Dólar singapurense                      | SGD             | 1976                  |                                          |
| Surinam                              | Dólar surinamés                         | SRD             |                       |                                          |
| Timor Oriental                       | Dólar estadounidense                    | USD             |                       |                                          |
| Trinidad y Tobago                    | Dólar trinitense                        | TTD             |                       |                                          |
| Tuvalu                               | Dólar tuvaluano/ Dólar australiano      | TVD/ AUD        |                       |                                          |
| Zimbabue                             | Dólar estadounidense / Dólar RTGS       | USD             |                       | Dólar zimbabuense (2019-2024)            |

### Otros territorios que utilizan el dólar estadounidense como moneda
- Anguila (Reino Unido)
- Bermudas (Reino Unido)
- Bonaire (Países Bajos)
- Islas Caimán (Reino Unido)
- Islas Turcas y Caicos (Reino Unido)
- Islas Vírgenes Británicas (Reino Unido)
- Montserrat (Reino Unido)

## Nombres en español de la moneda
El dólar estadounidense es moneda de curso legal en cuatro países hispanoamericanos: Ecuador, El Salvador, Panamá y Puerto Rico y de facto en otros cuatro: Venezuela, Cuba, Argentina y Nicaragua.
En Puerto Rico, el dólar es llamado formalmente así, pero informalmente se conoce como peso debido a que antes de su dolarización en 1917 el país poseía su propia moneda llamada peso puertorriqueño. La nominación informal para las monedas fraccionarias son: el medio peso ($0.50); la peseta (nombre proveniente de las antiguas pesetas españolas) ($0.25); el sencillo, daim (de “dime”) (o vellón, en el sur del país) ($0.10); el vellón (o ficha en el sur del país) ($0.05); y chavo, chavo prieto o perra ($0.01).
En Panamá, el balboa es la moneda oficial, con un valor de cambio 1:1 con el dólar estadounidense, que es de curso legal en el país. El Balboa no se emite en papel moneda, y existe solo en piezas metálicas de denominaciones de un B/1.00 y fracción. Las monedas reciben algunos nombres que se remontan al sistema virreinal español de monedas; así, la moneda de $0.05 es un real; Desde la dolarización de la economía panameña, algunas monedas son llamadas popularmente con su nombre en inglés deformado, así la de $0.10 es el daim (de dime) ; y la moneda de $0.25 es un cuara, de la palabra inglesa quarter. La moneda de $0.50 se le llama popularmente peso, ya que en tiempos de la separación de Panamá de Colombia, el cambio era de dos pesos colombianos por dólar.
En El Salvador a la moneda se le llama «dólares», a la de $0.25 se le llama «cora» proveniente también de la palabra «quarter» y en general se le dice «dólar» de la palabra en inglés «dollar».
En Ecuador se utiliza la nominación formal: las palabras dólar y centavos. No existen informalidades en las nominaciones de $0.25 o $0.50.
En los Estados Unidos, la población de lengua española usa con frecuencia el término "peso" para referirse al dólar, con independencia del país de origen.